# Starfield
Starfield es un videojuego de rol de ciencia ficción desarrollado por Bethesda Game Studios. Durante la conferencia de Microsoft + Bethesda del E3 2021, se reveló que Starfield se lanzaría para Xbox Series y PC el 6 de septiembre de 2023.

## Desarrollo
Según el director Todd Howard, la premisa y concepto de Starfield estaba rondando el estudio antes de septiembre de 2013. Después del lanzamiento de Fallout 4 en 2015, la desarrolladora se encontraba empezando preproducción del videojuego, y no fue hasta mediados de 2018 cuando el juego estaba en un estado considerado "jugable".
El videojuego se anunció en la conferencia de E3 2018 por el director de Bethesda, Todd Howard. El 11 de junio de 2018 la desarrolladora publicó un teaser que informó que era la primera licencia nueva de la compañía en 25 años. La empresa también anunció que el videojuego usariá el motor gráfico Creation Engine, empleado por otros de sus juegos como The Elder Scrolls V: Skyrim.
En la conferencia conjunta de Microsoft y Bethesda de junio de 2021, se anunció que Starfield se lanzaría oficialmente el 11 de noviembre de 2022. Sin embargo, su lanzamiento fue pospuesto a 2023. El tráiler presentado en la conferencia confirmó que el juego utilizaría una nueva versión del motor Creation Engine, denominado Creation Engine 2. El 6 de marzo de 2023, Bethesda reveló que Starfield estaría disponible en septiembre de ese año y que tendría una presentación previa al público en junio del mismo año.
En una entrevista con The Washington Post, Starfield fue descrito como "el simulador de Han Solo" por el director gerente de Bethesda Ashley Cheng. Howard comentó en la fecha de lanzamiento, añadiendo: "Tenemos confianza en esta fecha. Si no, no la habríamos anunciado."